# Regering-Lónyay

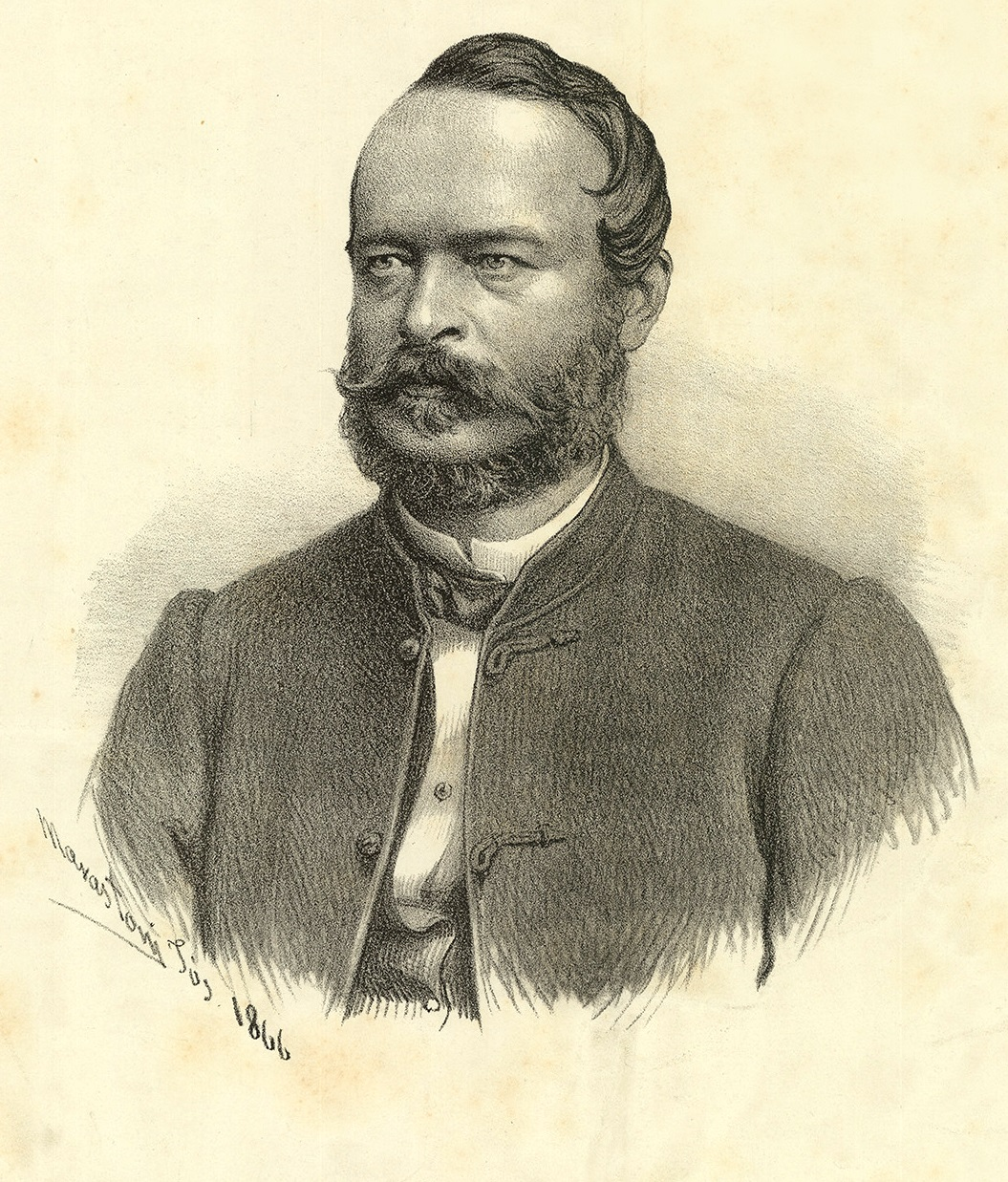
Premier Menyhért Lónyay in 1871

De regering-Lónyay was de tweede regering van Hongarije sinds de Ausgleich van 1867. Ze stond onder leiding van Menyhért Lónyay en bestond voornamelijk uit leden van de Deák-partij. De regering was in functie van 14 november 1871 tot 5 december 1872. Gyula Andrássy had het premierschap in 1871 overgedragen omdat hij Oostenrijks-Hongaars buitenlandminister werd. 

## Samenstelling
| Functie en bevoegdheden                                     | Naam             | Termijn                             |  | Partij      |
| ----------------------------------------------------------- | ---------------- | ----------------------------------- |  | ----------- |
| Premier                                                     | Menyhért Lónyay  | 14 november 1871 – 5 december 1872  |  | Deák-partij |
| Minister van Binnenlandse Zaken                             | Vilmos Tóth      | 14 november 1871 – 5 december 1872  |  | Deák-partij |
| Minister van Financiën                                      | Károly Kerkapoly | 14 november 1871 – 5 december 1872  |  | Deák-partij |
| Minister van Justitie                                       | István Bittó     | 14 november 1871 – 4 september 1872 |  | Deák-partij |
| Minister van Justitie                                       | Tivadar Pauler   | 4 september 1872 – 5 december 1872  |  | Deák-partij |
| Minister naast de Koning                                    | Béla Wenckheim   | 14 november 1871 – 5 december 1872  |  | Deák-partij |
| Minister van Godsdienst en Onderwijs                        | Tivadar Pauler   | 14 november 1871 – 4 september 1872 |  | Deák-partij |
| Minister van Godsdienst en Onderwijs                        | Ágoston Trefort  | 4 september 1872 – 5 december 1872  |  | Deák-partij |
| Minister van Landbouw, Nijverheid en Handel                 | József Szlávy    | 14 november 1871 – 5 december 1872  |  | Deák-partij |
| Minister van Openbare Werken en Transport                   | Lajos Tisza      | 14 november 1871 – 5 december 1872  |  | Deák-partij |
| Minister van Kroatisch-Slavoons-Dalmatische Aangelegenheden | Petar Pejačević  | 14 november 1871 – 5 december 1872  |  | ?           |